# ملعب بامير
ملعب بامير هو ملعب متعدد الاستخدام يقع في دوشنبه عاصمة طاجيكستان . غالبا ما يتم استخدامه لمباريات كرة القدم . يسع الملعب لجلوس 24 ألف متفرج . يعتبر الملعب الرسمي الذي يخوض فيه منتخب طاجيكستان مبارياته الدولية .